# Reitbrook
Reitbrook és un barri al districte de Bergedorf a l'estat d'Hamburg a Alemanya. A la fi de 2009 tenia 436 habitants a una superfície de 6,9 km².

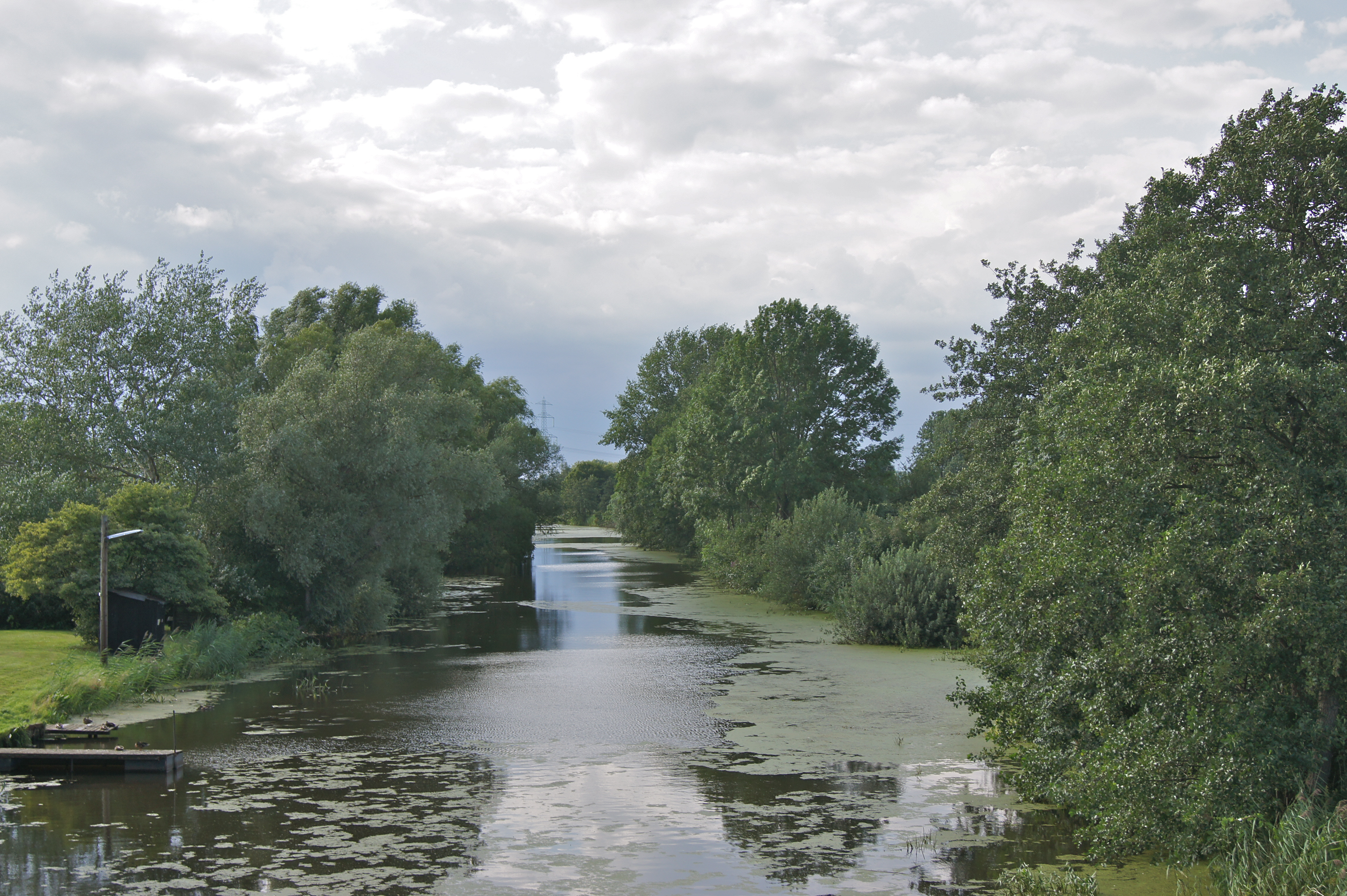
El Gose Elbe a Reitbrook

És una antiga illa fluvial, formada pel Dove Elbe i el Gose Elbe El primer esment escrit data del 1162. La construcció de dics i l'assecament dels pòlders va començar al segle xiii. És un dels Marschlande, més sovint anomenats juntament amb els Vierlande veïns. De 1202 a 1227 pertanyia a Dinamarca i després passà a Holstein. Parts del poble van passar a l'abadia de Reinbek al segle xiv. El 1724 el duc Carl Frederic de Holstein va empenyorar-lo per 20 anys a Hamburg. El seu fill Carl-Pere va aixecar la penyora. Contràriament als altres Marschlande que van esdevenir hamburgueses el 1395, Reitbrook només passà a Hamburg al marc del Tractat de Gottorp (1768).
L'activitat econòmica principal és la cultura de vaques per al llet i blat. El terra, més sorrós que als Vierlande, és ménys apte per la cultura de llegums. Sota el poble es troba un camp de petroli, el més llarg conegut d'Alemanya, descobert l'any 1910. Produeix cada any uns 20.000 tones d'oli. A l'apogeu durant la guerra el 1940 eren 360 tones.

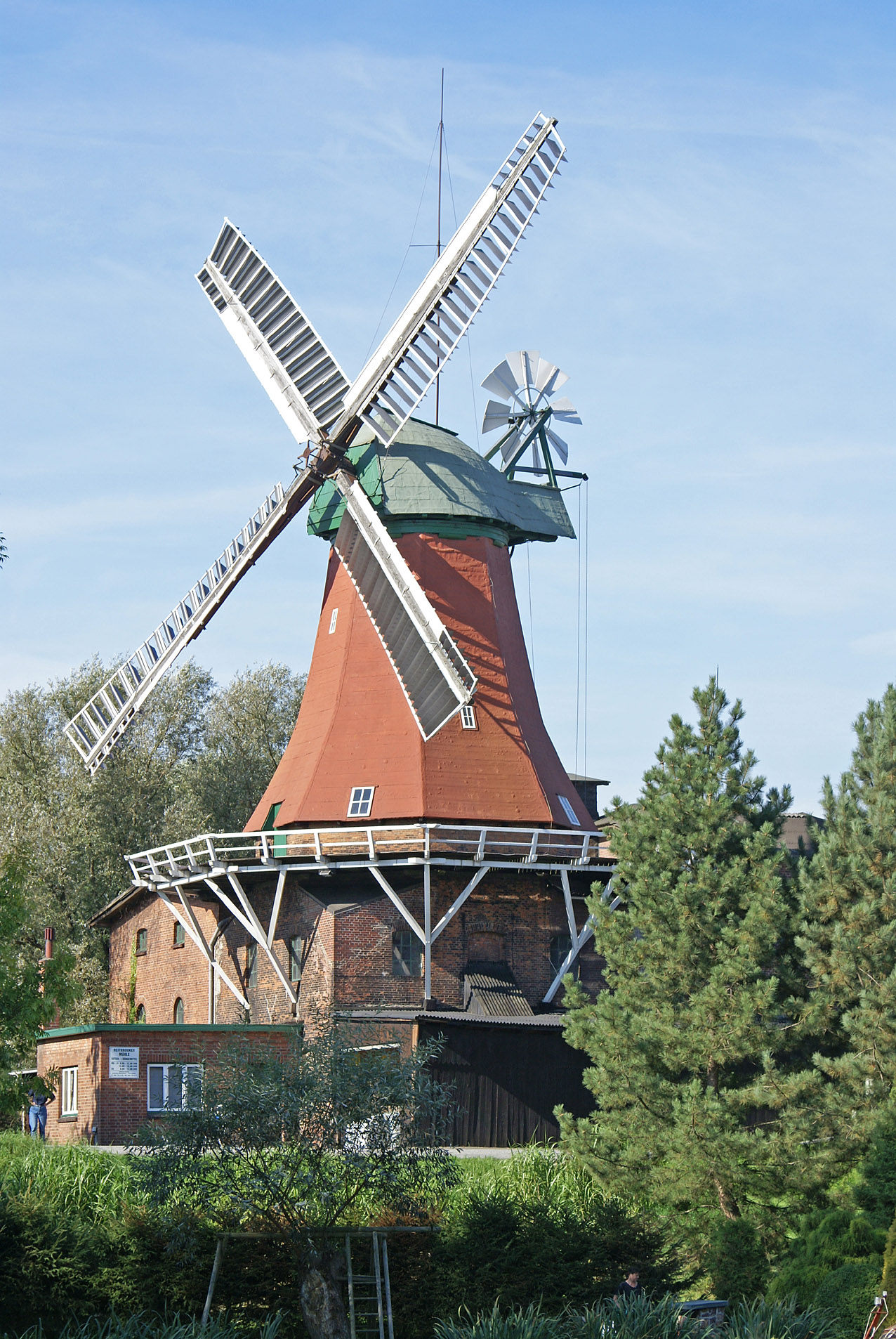
El molí de Reitbrook
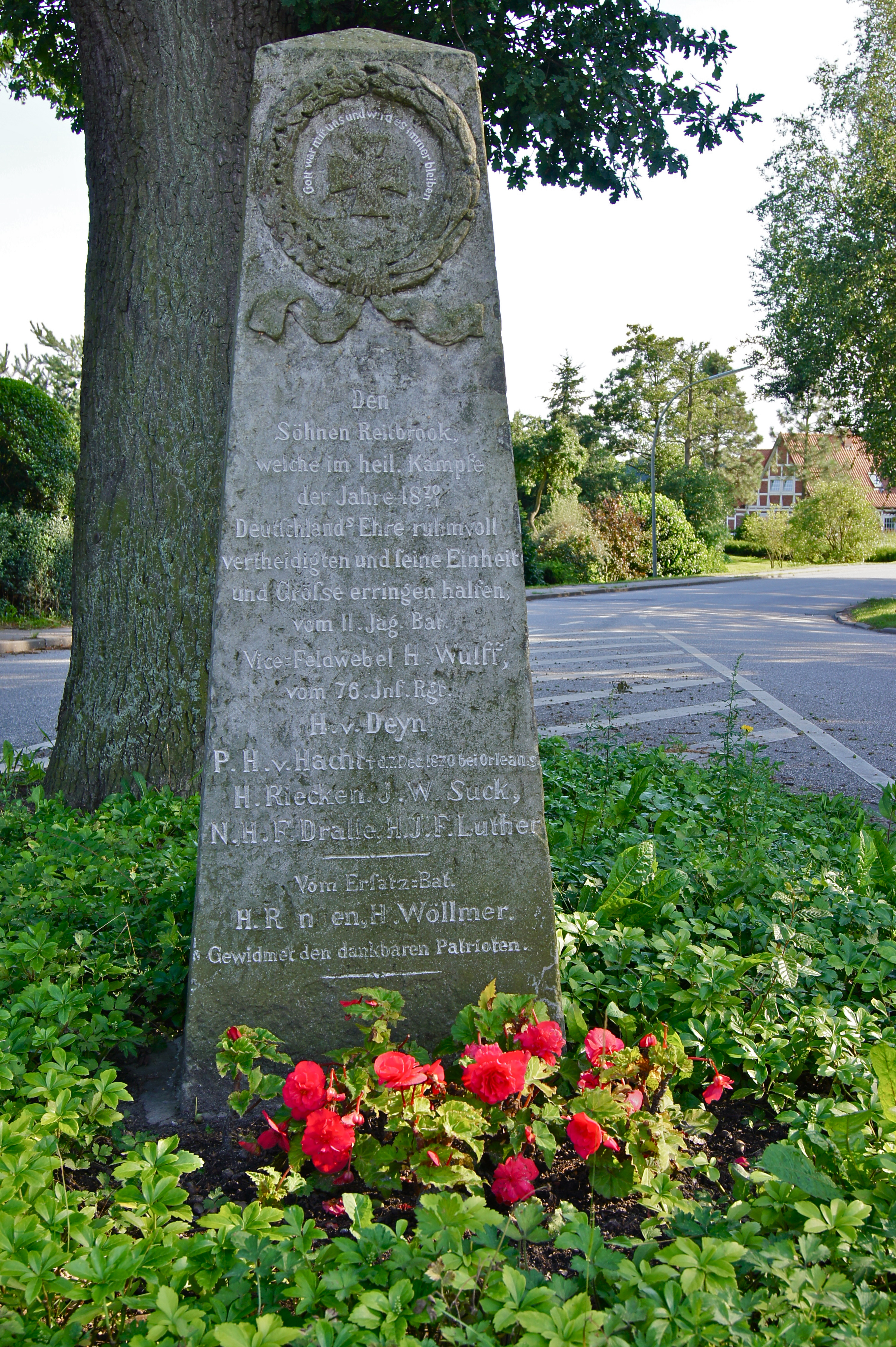
Monument a les víctimes de la Guerra francoprussiana (1870-71)
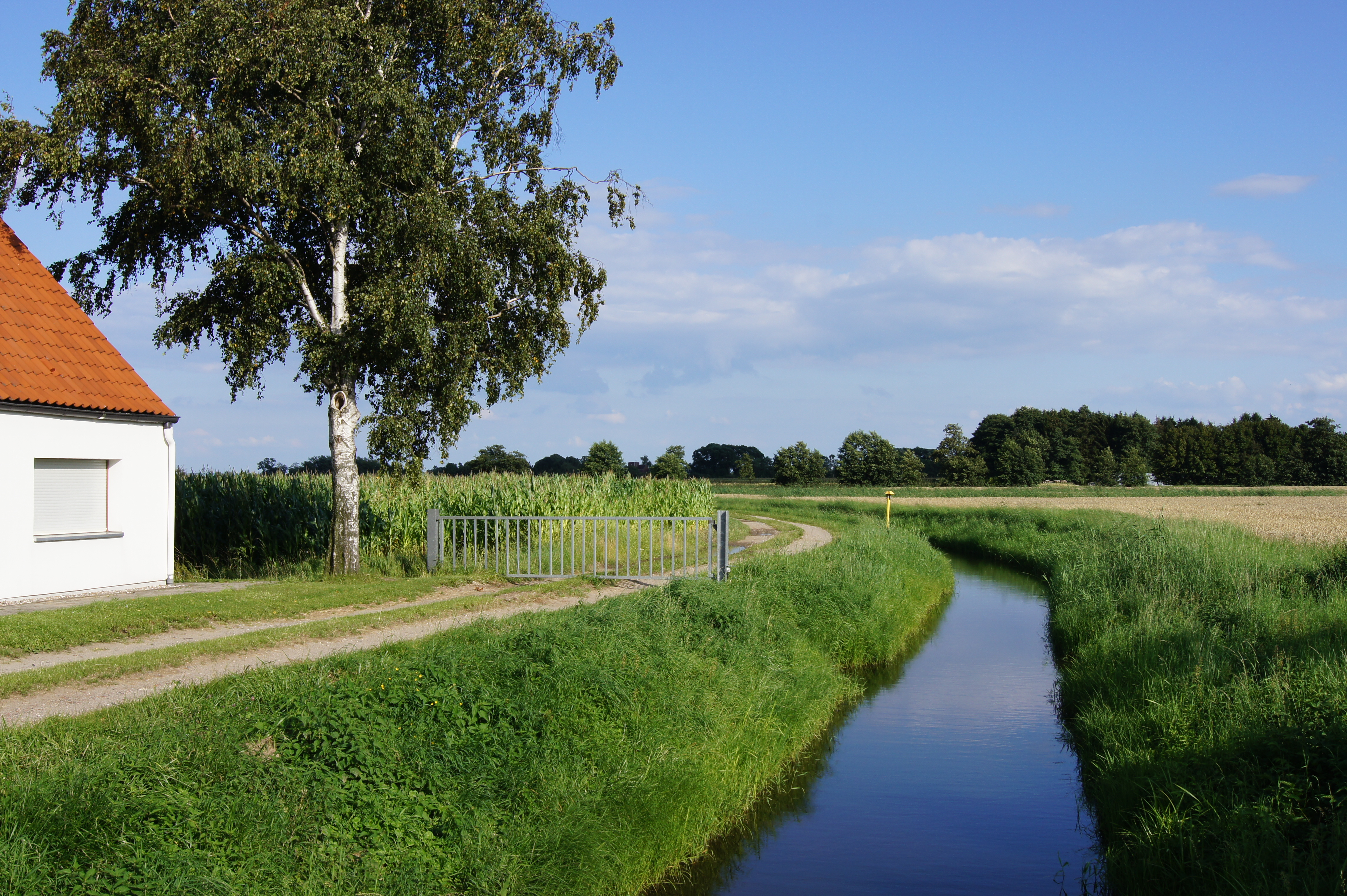
El wetering col·lector Reitbrooker Sammelgraben
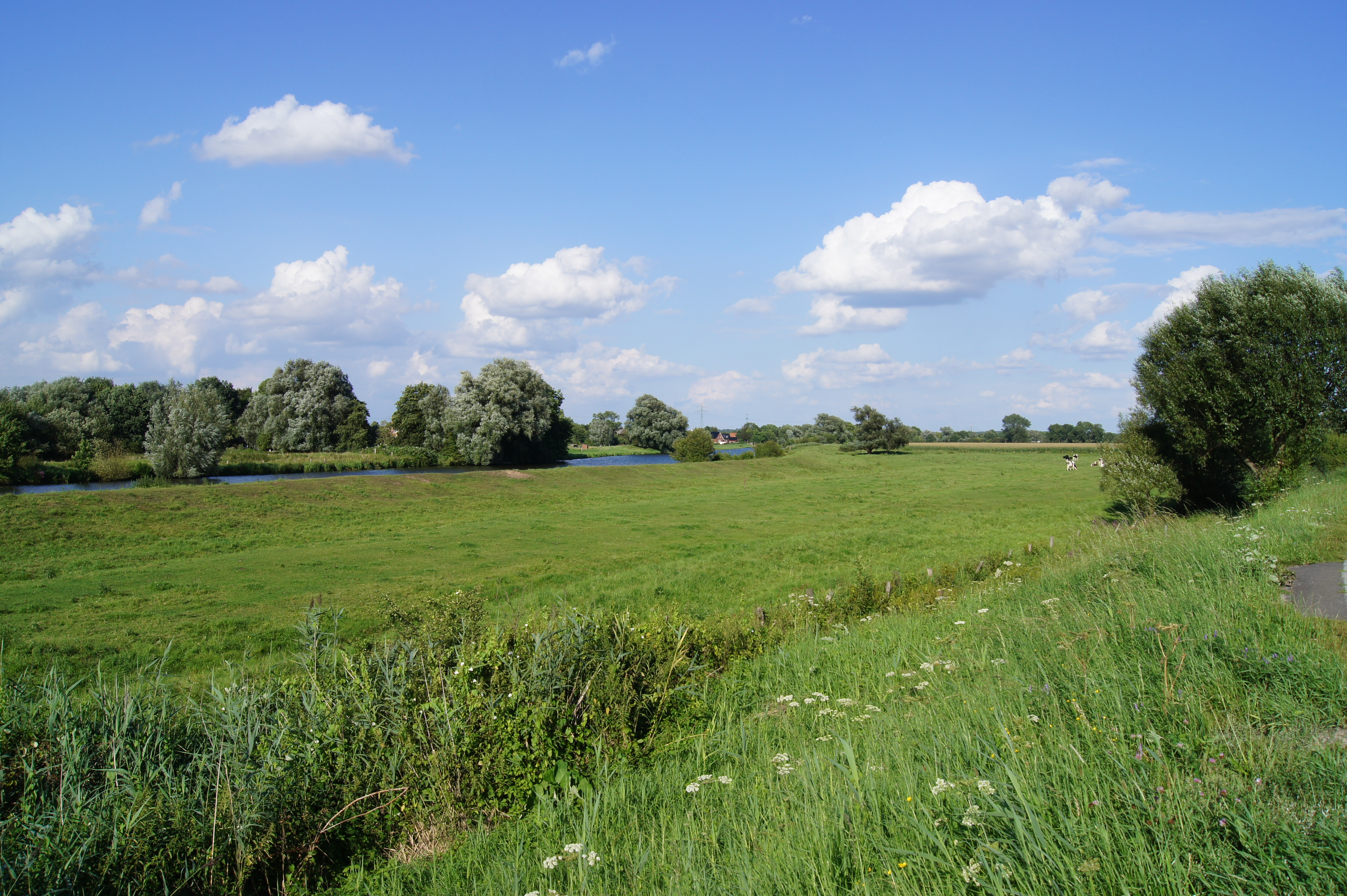
Un pòlder i el Dove Elbe al segon pla
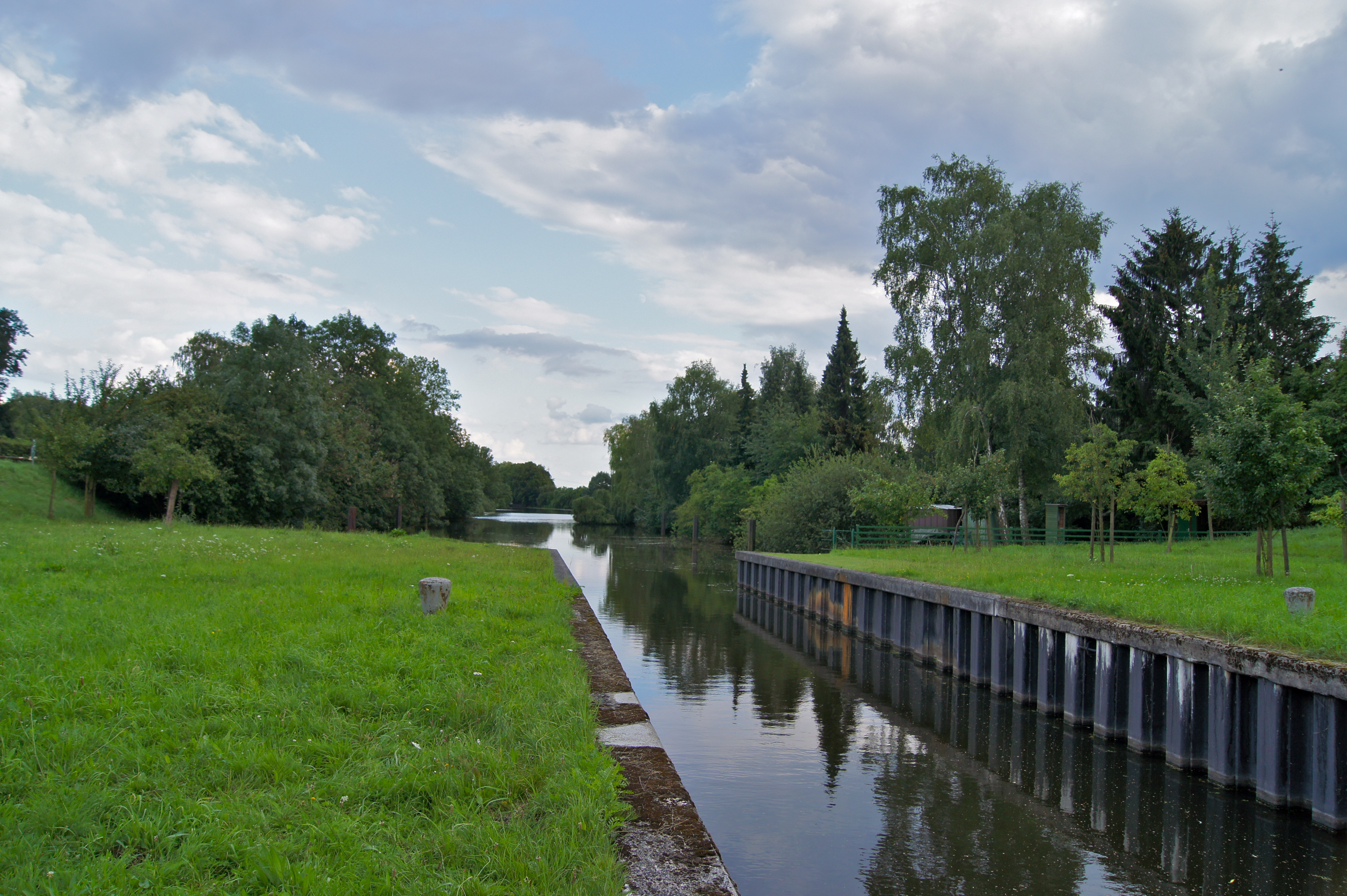
La resclosa al Gose Elbe

## Locs d'interès
- Molí de Reitbrook
- Parc natural De Reit
- La resclosa Reitschleuse al Gose Elbe
- Odemannsche Fährhaus (segle XVII) i el seu parc d'escultures a cel obert

## Nascut a Reitbrook
- Alfred Lichtwark (1852-1914) Conservador del museu Hamburger Kunsthalle[4]

## Enllaços i referències
1. ↑  «Statistisches Amt für Hamburg und Schleswig-Holstein». Arxivat de l'original el 2013-05-30. [Consulta: 19 agost 2011].
2. ↑  Reitbrook – Vielfältige Freizeitmöglichkeiten am Ufer der Dove-Elbe Reitbrook al web de l'ajuntament d'Hamburg
3. ↑  Ölquelle Hamburgs, Hamburger Abendblatt, 24 de juny de 2004, (traducció: Font de petroli d'Hamburg)
4. ↑  Kerstin Hense, Reitbrook - unendliche Wiesen, Hamburger Abendblatt, 14 d'abril de 2007, (traducció: Reitbrook: prats sense fi)